# Afroboletus
Afroboletus is een geslacht van schimmels behorend tot de familie Boletaceae. De soorten van dit geslacht komen voor in tropisch Afrika. De typesoort is Afroboletus pterosporus.

## Soorten
Volgens Index Fungorum telt het geslacht negen soorten (peildatum februari 2023):
| Soortnaam                 | Auteur(s)                                     | Publicatiejaar | Verspreiding           |
| ------------------------- | --------------------------------------------- | -------------- | ---------------------- |
| Afroboletus azureotinctus | Watling                                       | 1993           | Zambia                 |
| Afroboletus costatisporus | (Beeli) Watling                               | 1993           | Congo                  |
| Afroboletus elegans       | Heinem. & Rammeloo                            | 1995           | Burundi                |
| Afroboletus lepidellus    | (E.-J. Gilbert ex Heinem.) Watling            | 1993           |                        |
| Afroboletus luteolus      | (Heinem.) Pegler & T.W.K. Young               | 1981           | Malawi, Burund, Zambia |
| Afroboletus multijugus    | Heinem. & Rammeloo                            | 1995           | Burundi                |
| Afroboletus pterosporus   | (Singer) Pegler & T.W.K. Young                | 1981           | Liberia                |
| Afroboletus sequestratus  | L.H. Han, Buyck & Zhu L. Yang                 | 2017           |                        |
| Afroboletus vietnamensis  | T.H.G. Pham, A.V. Alexandrova & O.V. Morozova | 2018           |                        |